# Bror von Blixen-Finecke
Bror von Blixen-Finecke (* 25. Juli 1886 im Schloss Näsbyholm, Kirchspiel Gärdslöv in Gemeinde Trelleborg; † 3. Mai 1946 in Gårdstånga, Gemeinde Eslöv) war ein schwedischer Baron, Berufsjäger und Jagdführer in Kenia bzw. in Britisch-Ostafrika, literarisches Vorbild für Ernest Hemingway und von 1914 bis 1925 Ehemann von Karen Blixen, der bekannten dänischen Autorin und Farmerin in Kenia. 

## Leben in Schweden

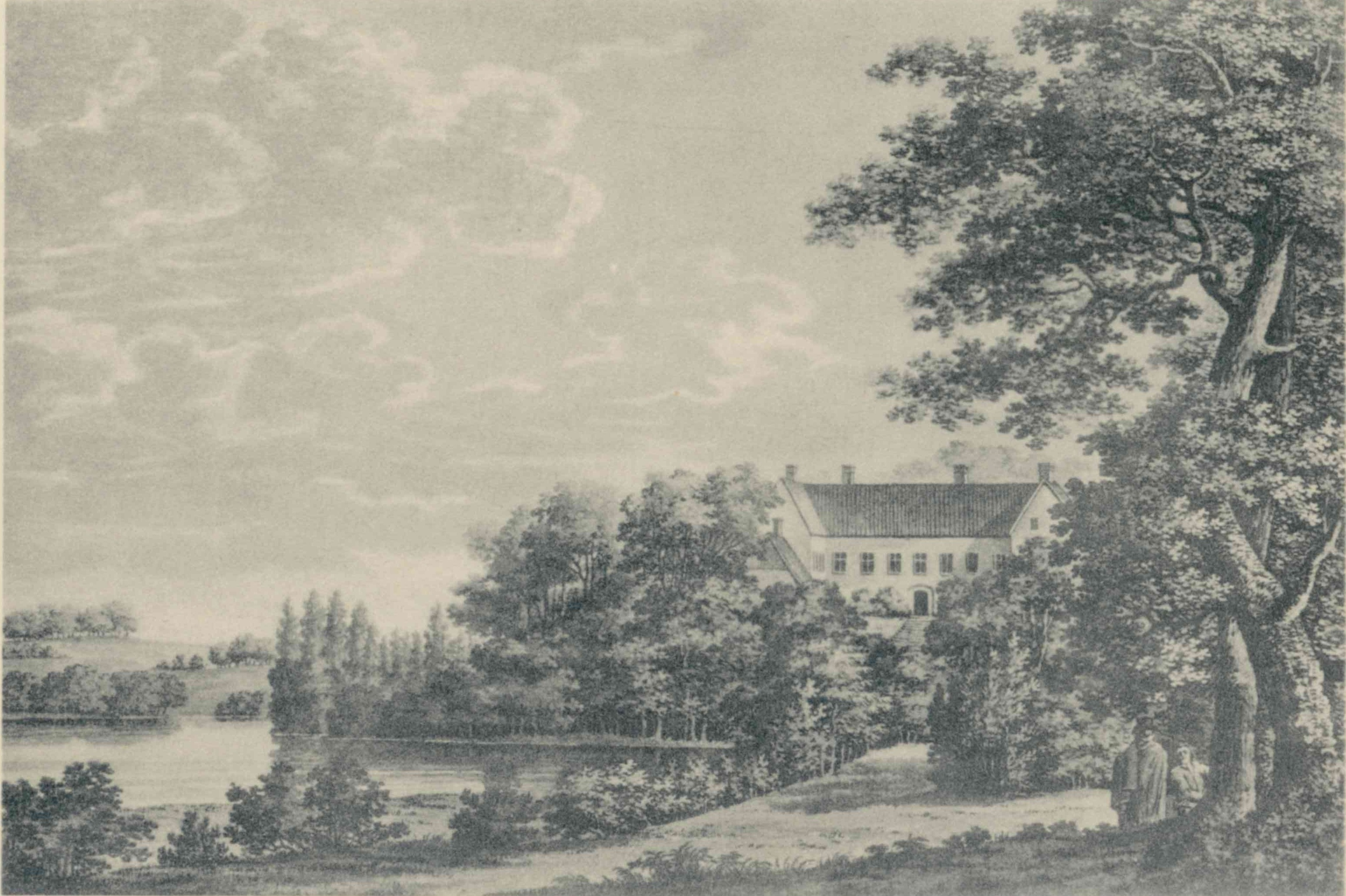
Näsbyholm (1822)

Bror von Blixen-Finecke war der Sohn von Baron Frederik von Blixen-Finecke und seiner Frau Clara von Blixen-Finecke und Zwillingsbruder von Hans von Blixen-Finecke. Die Blixen sind ein vorpommersches, seit 1756 auch auf Schloss Näsbyholm in Schweden ansässiges Adelsgeschlecht.
Blixen-Finecke und sein Bruder Hans besuchten gemeinsam die Schule in Lund, lebten erst bei einer Familie, dann zusammen in einem kleinen Apartment. Bror von Blixen-Finecke besuchte das landwirtschaftliche College in Alnarp und verwaltete einen kleineren Gutshof namens Stjerneholm. Blixen-Fineckes spätere Frau Karen war eine Großcousine der beiden Brüder und kannte die Familie seit der gemeinsamen Kindheit. Am 23. Dezember 1912 verlobten sich Blixen-Finecke und Karen Dinesen. Das Paar beschloss, gemeinsam nach Kenia auszuwandern und eine Milchfarm bei Nairobi zu eröffnen.

## Auswanderung nach Kenia

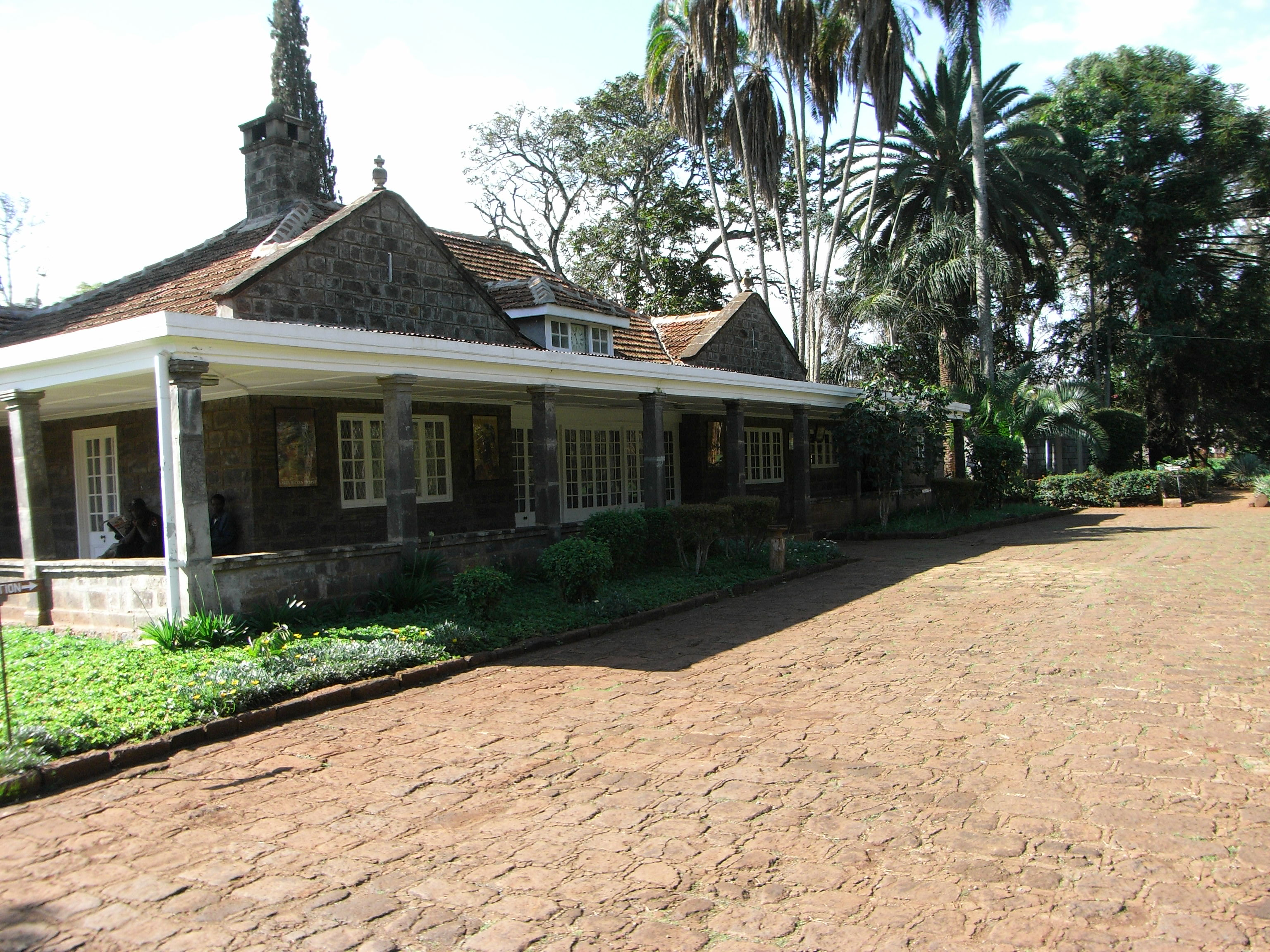
Mbogani, das Wohnhaus von Blixen-Finecke ab 1917.

Blixen-Finecke fuhr nach Kenia und kaufte die mit 800 Hektar relativ kleine Mbagathi-Farm am Fuße der Ngong-Berge südlich von Nairobi. Im Dezember 1913 kam Karen Dinesen mit dem Schiff von Neapel nach Mombasa. Im Januar 1914 heiratete das Paar in Mombasa.  Blixen-Finecke investierte viel Zeit in Großwildjagden und Safaris. 1915 erkrankten er und Karen an Syphilis. 1917 zog das Paar in ein größeres Haus auf ihrem Grund und Boden um, nach Mbogani, wo heute das Karen-Blixen-Museum untergebracht ist. 1921 trennten sich Blixen-Finecke und seine Frau, im Januar 1925 folgte die Scheidung.

## Nach der Trennung von Karen Blixen
1927 gründete Blixen-Finecke mit Philip Percival und Jeff Manley ein Safari-Unternehmen, die „Tanganyika Guides Ltd.“ Blixen-Finecke arbeitete in Tanganjika, Philip Percival in Kenia. In den Folgejahren unternahm er zahlreiche Safaris in ganz Ostafrika, aber auch bis in Belgisch-Kongo hinein. Blixen-Finecke heiratete ein zweites Mal und betrieb mit seiner Frau Cockie Birkbeck die Farm Babati in Tanganjika. Im November 1928 hatte Karen Blixen Edward, den Prince of Wales, den späteren britischen König Eduard VIII. (1936–37), in ihrem Haus zu Gast und lud Blixen-Finecke dazu ein. In der Folge ging er gemeinsam mit der königlichen Jagdgesellschaft auf Safari. Im Winter 1930 kam der Prince of Wales zu einer zweiten Safari mit Blixen-Finecke.
Im Jahr 1932 trennte sich Blixen-Finecke von seiner zweiten Frau und heiratete 1934 die Schwedin Eva Dickson, die 1938 bei einem Autounfall ums Leben kam. Ein Jahr später verließ Bror Blixen-Finecke Kenia und ging nach Gardiners Island. Mit dem Ausbruch des Zweiten Weltkrieges 1939 begann er Geld zu sammeln, um in Finnland ein US-amerikanisches Armee-Hospital zu eröffnen. 1940 übernahm Blixen-Finecke das Kommando über die Ladung des schwedischen Schiffes, das die benötigte Ausrüstung für das Hospital nach Bergen bringen sollte. In Bergen wurde alles ausgeladen, aber der Weitertransport gelang nicht, da die deutsche Wehrmacht in Norwegen einmarschierte. Blixen-Finecke lenkte die Ausrüstung nach Schweden um, von wo sie über die nördliche Grenze nach Norwegen gebracht wurde. Das Hospital konnte nicht lange aufrechterhalten werden, so dass Blixen-Finecke die Ausrüstung ins neutrale Schweden zurückholte, wo sie funktionslos verblieb. Er bezog ein Haus auf Näsbyholm. Während eines  Urlaubs in Falsterbo lernte Bror seine letzte Liebe kennen, Ruth. In ihrem Haus, ganz in der Nähe von Näsbyholm, schrieb er sein zweites Buch „The Africa Letters“.
Ein Jahr nach Ende des Zweiten Weltkriegs, am 3. Mai 1946, starb Blixen-Finecke bei einem Autounfall.

## Werke
- Nyama, Stockholm, 1936 (244 Seiten)
- African Hunter, Cassell & Company, London, 1937. (Britische Erstausgabe in Englisch, mit Zeichnungen)
- African Hunter, St. Martin’s Press, New York, 1986 (ISBN 0-312-00959-3; dt. Unvergessenes Afrika. Jagderinnerungen und Lebensabenteuer, Sulzberg/Allgäu 2004, ISBN 3-925456-48-1)
- The Africa Letters. St. Martin’s Press, New York, 1988; mit einem Vorwort von G. F. V. Kleen (ISBN 0-312-01468-6; dt. Jagdbriefe aus Ostafrika, Sulzberg/Allgäu 2005, ISBN 3-925456-52-X oder ISBN 3-925456-53-8)